# Ferdinandusa schultesii
Ferdinandusa schultesii är en måreväxtart som beskrevs av Julian Alfred Steyermark. Ferdinandusa schultesii ingår i släktet Ferdinandusa och familjen måreväxter.
Artens utbredningsområde är Colombia. Inga underarter finns listade i Catalogue of Life.